# COBRAcable
COBRAcable er et HVDC strømkabel mellem Eemshaven, Nederlandene, og Esbjerg, Danmark, som blev taget i brug i september 2019. Kablet har en længde på 325 km og en kapacitet på 700MW. Kablet blev lagt og ejes af Energinet.dk og TenneT.

## Eksterne links
- Kabel til Holland - COBRAcable Arkiveret 22. maj 2015 hos  Wayback Machine - energinet.dk